# Homer at the Bat
Homer at the Bat, titulado Homer, bateador en España y Homero al bat en Hispanoamérica, es un episodio perteneciente a la tercera temporada de la serie animada Los Simpson, estrenado originalmente el 20 de febrero de 1992. En el episodio, el equipo de softball de la Planta de energía nuclear de Springfield, liderado por Homer, tiene una buena temporada y llegan al campeonato. El Sr. Burns hace una apuesta a favor del equipo y trae a nueve jugadores de las Grandes Ligas de Béisbol para asegurarse la victoria. Fue escrito por John Swartzwelder, quien es un gran fanático del béisbol, y dirigido por Jim Reardon.
Roger Clemens, Wade Boggs, Ken Griffey, Jr., Steve Sax, Ozzie Smith, José Canseco, Don Mattingly, Darryl Strawberry y Mike Scioscia fueron las estrellas invitadas como sí mismos, interpretando a los jugadores profesionales contratados por el Sr. Burns. Terry Cashman cantó la canción de los créditos finales. Las voces de los invitados fueron grabadas muchos meses antes de la emisión del episodio, con diferentes grados de participación. El episodio es a menudo incluido entre los mejores del programa, y fue el primero en vencer a The Cosby Show en el índice de audiencia en su estreno original.

## Sinopsis
Todo comienza cuando es la temporada de softball en Springfield y gran parte de los trabajadores de la Planta Nuclear se alistan para formar parte del equipo de la Planta. Como la temporada pasada había sido muy mala, los jugadores no estaban muy entusiasmados; pero luego Homer les revela que tenía un arma secreta, un bat casero llamado "Bat Maravilla", que según él, los llevaría al campeonato. En gran parte gracias a Homer, el equipo hace una muy buena campaña, terminan invictos y logran entrar al ansiado campeonato. El primer partido se jugaría contra el equipo de la Planta Nuclear de Shelbyville. 
El Sr. Burns hace una apuesta con el jefe de la otra planta nuclear, Aristotle Amadopoulos, por un millón de dólares para el ganador. Para asegurarse la victoria, Burns decide contratar en la Planta a jugadores profesionales de béisbol. Aunque al principio el mismo Burns hace la lista, luego Smithers es quien designa a los jugadores, ya que el multimillonario había puesto en las filas a jugadores muertos hacía más de cien años. Smithers contrata a nueve jugadores de las Ligas Mayores de Baseball: Roger Clemens, Wade Boggs, Ken Griffey Jr., Steve Sax, Ozzie Smith, José Canseco, Don Mattingly, Darryl Strawberry y Mike Scioscia, y les da puestos en la Planta solamente para que puedan formar parte del equipo de softball. Los antiguos trabajadores de la Planta, que habían llegado al campeonato con mucho esfuerzo, quedan muy enojados por el accionar de Burns.
Sin embargo, antes de que se juegue el gran partido, ocho de los nueve jugadores sufren accidentes que les prohíben jugar: Roger Clemens cree que es una gallina, ya que había sido mal hipnotizado; Wade Boggs es golpeado hasta quedar inconsciente por Barney; Ken Griffey Jr. sufre una sobredosis de un tónico para los nervios, dándole como resultado un raro caso de gigantismo; Steve Sax es arrestado ilegalmente; Ozzie Smith desaparece en la Casa Misteriosa de Springfield"; José Canseco pasa todo el día ayudando a una mujer a quien se le estaba incendiando la casa; Don Mattingly es echado del equipo por usar "patillas", aunque en realidad no las tenía,lo único que debía cortarse era los bigotes, y Mike Scioscia es hospitalizado por una alta exposición a la radiación en la Planta. Darryl Strawberry, sin embargo, queda sano y salvo y se presenta para jugar el partido.
Al verse inhabilitado de jugar con sus estrellas, Burns pone en el equipo a los antiguos jugadores, a todos ellos excepto a Homer, ya que su puesto estaba ocupado por Strawberry. Durante el juego, Strawberry hace nueve home-runs, pero Burns decide sacarlo de su puesto y poner a Homer, ya que al ser este diestro y el lanzador de Shelbyville zurdo, jugaban con ventaja. Con el resultado empatado y las bases llenas, todo depende de Homer. El primer lanzamiento lo golpea en la cabeza, dejándolo inconsciente, dándole base por golpe a Homer y esto hace (al tener tres hombres en base) que el equipo de Springfield gane el partido. Homer, desmayado, se convierte en el héroe del juego.

## Producción

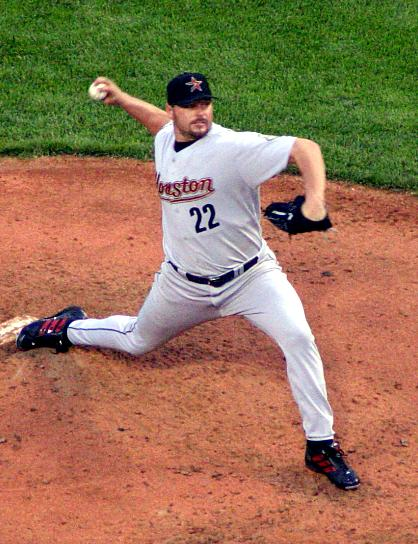
Roger Clemens fue uno de los nueve jugadores invitados para el episodio.

"Homer at the Bat" tomó mucho tiempo en producirse. Fue escrito por John Swartzwelder, quien es un gran fanático del béisbol, pero la idea fue sugerida por Sam Simon, quien quería un episodio en el que participasen jugadores profesionales de béisbol. Los productores ejecutivos Al Jean y Mike Reiss dudaron de si sería posible conseguir a nueve jugadores, pensando que sólo serían capaces de conseguir tres como máximo. Sin embargo, lo lograron, y los nueve deportistas que accedieron a ser las estrellas invitadas grabaron sus voces en un período de seis meses, ya que en ese momento jugaban para los equipos Los Angeles Dodgers y California Angels. Cada jugador grabó su parte en aproximadamente cinco minutos y pasaron la hora siguiente firmando autógrafos para el personal. En muchos casos, los escritores no pudieron convencer al jugador que querían como primera opción para el episodio. Los dos jugadores que se negaron a prestar sus voces fueron Ryne Sandberg y Carlton Fisk.
Todos los jugadores grabaron sus voces sin problemas excepto José Canseco, quien presentó quejas. Como le disgustaba su parte original, exigió que fuese reescrita, y los escritores, de mala gana, lo hicieron tan heroico como fue posible. Originalmente iba a despertarse en la cama con Edna Krabappel y se perdería el juego, pero la esposa de ese entonces de Canseco, Esther Haddad, pidió que lo cambiaran. Además, a Canseco no le gustaba la manera en la que había sido dibujado, diciendo que "la animación no se parecía en nada a él", pero dijo al terminar de grabar que la actuación era muy fácil. Cuando en una encuesta para el San Jose Mercury se le preguntó sobre su participación en el episodio, respondió "fue hace cien años", cortó el teléfono, y no contestó ninguna de las llamadas posteriores del periódico para entrevistarlo.
Ken Griffey, Jr. no entendió su parte, cuando dice "hay una fiesta en mi boca y todos están invitados", y se sintió muy frustrado cuando tuvo que grabarla. Su parte fue dirigida por Mike Reiss, y su padre Ken Griffey, Sr. también estuvo presente, tratando de ayudar a su hijo. Roger Clemens, quien hizo él mismo los ruidos que hace cuando se cree una gallina, fue dirigido por Jeff Martin, al igual que Wade Boggs. Mike Reiss dirigió a la mayor parte de los otros jugadores. Mike Scioscia aceptó grabar su voz en "medio segundo", mientras que Ozzie Smith dijo que le gustaría volver a aparecer como estrella invitada para "así poder salir de la Casa del Misterio de Springfield". Don Mattingly, quien era obligado a cortarse las "patillas" por el Sr. Burns durante el episodio, tendría más tarde una verdadera "controversia con el cabello" cuando jugaba para el equipo New York Yankees. Los entrenadores lo obligaron a cortarse su largo cabello, y fue excluido del equipo por un tiempo por no cumplir. Mucha gente pensaba que el gag en el episodio era una referencia al incidente, pero "Homer at the Bat" fue grabado un año antes de que ocurriera. Muchas de las otras estrellas invitadas, incluyendo a Terry Cashman, Wade Boggs y Darryl Strawberry admitieron que se hicieron más conocidos después de aparecer en el episodio.
Una de las partes más difíciles de editar fue el segmento del hipnotizador, en el cual muchas de las estrellas invitadas hablan al unísono. Fue dificultoso porque las voces fueron grabadas en un período de muchos meses y porque era difícil sincronizarlas. Rich Moore iba a dirigir originalmente el episodio, pero como no sabía casi nada sobre béisbol fue cambiado por Jim Reardon, quien es fanático de este deporte. Moore dirigió, en lugar de éste, el episodio "Lisa the Greek". Muchos de los diseños de los jugadores fueron difíciles, porque los animadores no podían dibujar con mucha precisión a las personas reales en los primeros años de la serie.

## Recepción

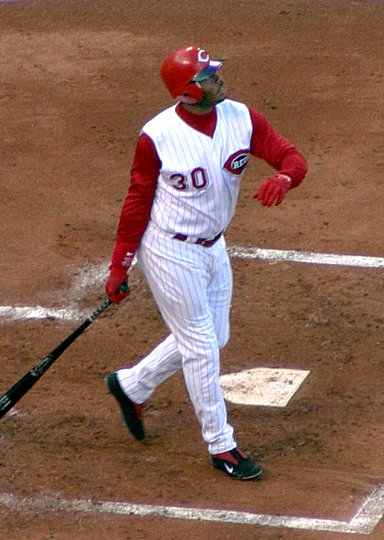
Ken Griffey, Jr.